# مارکو شیکورا
مارکو شیکورا (انگلیسی: Marco Schikora؛ زادهٔ ۲۰ سپتامبر ۱۹۹۴) بازیکن فوتبال اهل آلمان است.